# Erik Benzelius der Jüngere

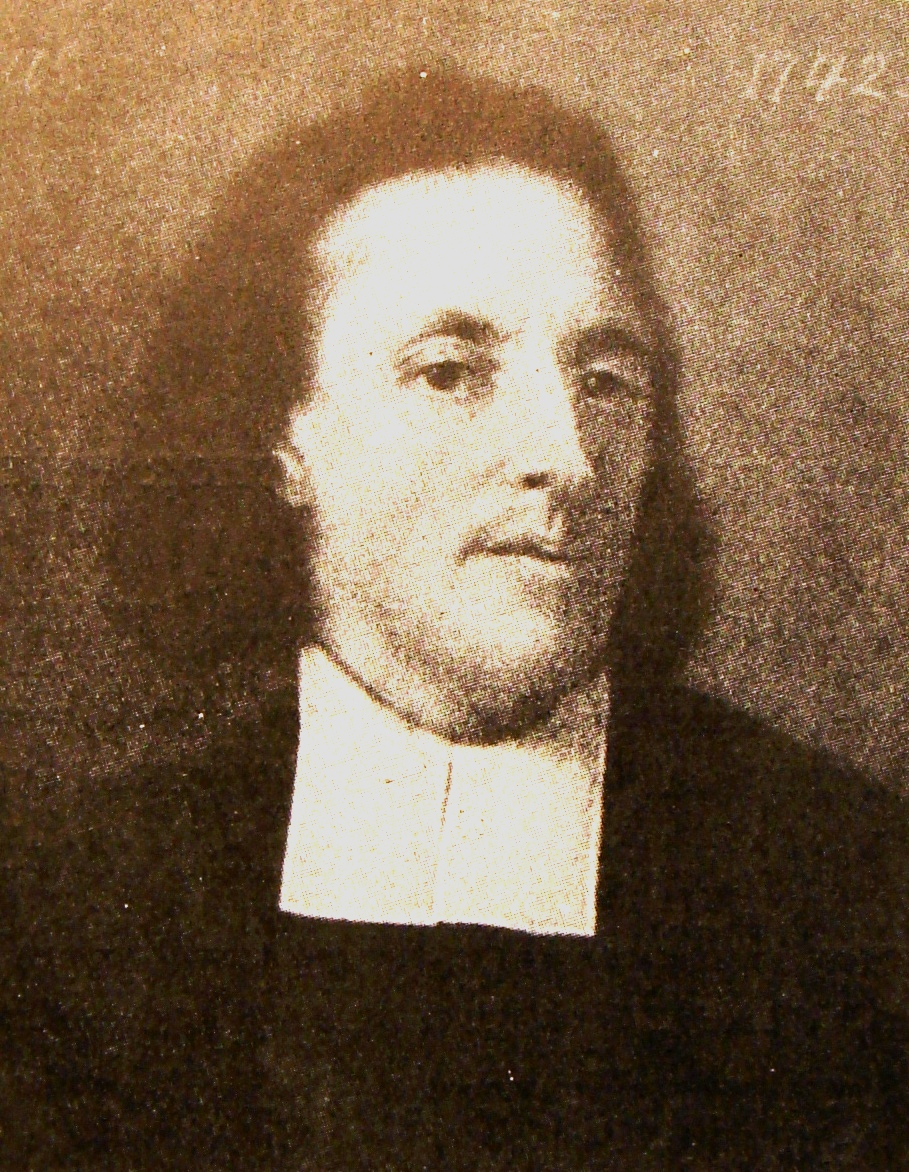
Erik Benzelius d. J.

Erik Benzelius der Jüngere, manchmal auch Eric Benzelius der Jüngere (* 27. Januar 1675 in Uppsala; † 23. September 1743 in Linköping) war ein schwedischer lutherischer Theologe und Erzbischof von Uppsala. Er war ferner ein Politiker sowie ein bedeutender Literaturhistoriker und Naturforscher und gilt als einer der Wegbereiter der schwedischen Aufklärung. 

## Familie
Erik Benzelius gehört zur bedeutenden Theologenfamilie Benzelius. Sein Vater Erik Benzelius der Ältere war Theologieprofessor in Uppsala und später Erzbischof, seine Mutter Margaretha Odhelia (1653–1693) war eine Enkelin des Erzbischofs Petrus Kenicius. Von deren Kindern wurden drei Söhne mit dem Namen Benzelstierna geadelt und hatten hohe weltliche Ämter inne, während Erik und seine Brüder Jakob und Henrik nacheinander Erzbischöfe und somit höchste Würdenträger der Schwedischen Kirche waren. 
Benzelius heiratete 1703 Anna Swedberg (Swedenborg; 1686–1765), eine Tochter des Bischofs Jesper Swedberg und Schwester von Emanuel Swedenborg, dessen Förderer Benzelius wurde. Aus der Ehe gingen zehn Kinder hervor, von denen Carl Jesper Benzelius (1714–1793) wiederum Bischof wurde und Ulrica Benzelia (1725–1766) den Bischof Petrus Filenius (1704–1780) heiratete. Der Sohn Erik (1705–1767), ein Beamter im Bergwesen, wurde ebenfalls 1751 geadelt und führte seitdem den Namen Erik Benzelstierna. 

## Leben
Benzelius wurde in Uppsala durch Hauslehrer unterrichtet und studierte an der Universität, unter anderem bei Laurentius Norrmannus und Gustaf Lillieblad, bis er von 1697 bis 1700 eine ausgedehnte Studienreise durch Deutschland, Holland, England und Frankreich unternahm. Hier lernte er Gottfried Wilhelm Leibniz, Christian Thomasius, Nicolas Malebranche und andere führende Gelehrte kennen. Nach der Rückkehr wurde er auf Betreiben seines Vaters 1702 Bibliothekar der Universitätsbibliothek Uppsala. Wegen seiner Jugend und fehlender akademischer Meriten war die Ernennung umstritten, aber in seiner bis 1723 dauernden Amtszeit machte er sich um die Ordnung und Erweiterung der Bestände höchst verdient. Ferner edierte er Handschriften, besonders aus der mittelalterlichen Geschichte Schwedens, aber auch z. B. von Philon von Alexandrien (Beiträge zur Ausgabe von Mangey). Er begann auch eine Edition des Codex Argenteus, die aber erst postum (1750) fertiggestellt werden konnte. 1710 gründete er zur Förderung der Naturwissenschaften ein „Collegium curiosorum“, aus dem die Königliche Gesellschaft der Wissenschaften in Uppsala, die älteste wissenschaftliche Gesellschaft in Schweden, hervorging. 1740 wurde er in die Königlich Schwedische Akademie der Wissenschaften aufgenommen.
Obwohl Benzelius' Interesse nicht in erster Linie der Theologie galt, ließ er sich 1709 zum Pfarrer ordinieren und erwarb 1719 den Grad eines Doctor theologiae. Erst 1723 konnte er aber eine theologische Professur erlangen, da seine Rechtgläubigkeit lange angezweifelt wurde. Zugleich wurde er Mitglied des Reichstags und wirkte bis zu seinem Tod als einflussreicher Unterstützer der „Hutpartei“. Das politische Wirken überstrahlte auch sein Wirken als Bischof von Göteborg (1726–1731) und Linköping (1731–1742). So war er 1740 und 1742 Sprecher des Pfarrerstandes auf dem Reichstag. Bemerkenswert ist vor allem sein Einsatz für die Bevölkerungsstatistik.
Nach dem Tod von Johannes Steuchius wurde er im September 1742 zum Erzbischof von Uppsala ernannt, konnte aber wegen des Reichstags das Amt nicht gleich antreten. Nach der Rückkehr nach Linköping erkrankte er und starb vor der Einführung als Erzbischof.

## Schriften (Auswahl)
- Johannis Chrysostomi Homilia in evang. Johannis V- 19 hactenus inedita … Uppsala 1702.
- Johannis Chrysostomi Homilia de poenitentia, et de Herode atque Joanne Baptista  … Uppsala 1705.
- Catalogus centuriae librorum rarissimorum manuscript. & partim impressorum arabicorum, persicorum, turcicorum, graecorum, latinorum …  Uppsala 1706.
- Monumenta historica vetera ecclesiae sveogothica. Uppsala 1709–1713.
- Diarium Vazstenense … Uppsala 1721. Digitalisat
- De persona Christi dissertatio. Uppsala 1722.
- Orationes seculares, quarum altera ab Erico Benzelio … in academia Upsaliensi de caussis secessionis ab ecciesia romanensi, magnis, justis et necessariis, in memoriam reformationis a. 1721 d. 18 martii; altera vero a Georg. Frid. Nichenckio … habita est, Hamburg 1731, S. 1–14.
- Utkast till swenska folkets historia, ifrån dess första uprinnelse, til och med konung Gustaf den förstas tid. Hrsg. v. Carl Jesper Benzelius. Lund 1762.
- Brefwäxling imellan ärke-biskop Eric Benzelius den yngre och dess broder, censor librorum Gustaf Benzelstierna. Hrsg. v. Johan Hinric Liden. Linköping 1791.
- Anecdota Benzeliana. Eric Benzelius d. y:s anteckningar i svensk historia. Efter originalhandskriften i Linköpings stiftsbibliotek utg. med inledning och personregister af Hjalmar Lundgren. Stockholm 1914 (Nachdruck Bromma 1987).
- Letters to his learned friends. Hrsg. von  Alvar Erikson; Eva Nilsson Nylander. Göteborg : Kungl. Vetenkaps- och Vitterhets-Samhället, 1983.